# Ramaz Urušadze
Ramaz Urušadze (gruzínsky რამაზ ურუშაძე; 17. srpna 1939, Lančchuti – 7. března 2012) byl gruzínský fotbalový brankář, který reprezentoval Sovětský svaz. Za sovětskou reprezentaci odehrál v letech 1963–1964 dvě utkání. Získal s ní i stříbro na druhém evropském šampionátu v roce 1964, byť na závěrečném turnaji nenastoupil. Na klubové úrovni působil v Lokomotivu Kutaisi (1958), Torpedu Kutaisi (1960–1964) a Dinamu Tbilisi (1959–1960, 1965–1971). Jeho nejlepším umístěním v sovětské nejvyšší soutěži bylo čtyřikrát 3. místo (1959, 1967, 1969, 1971) s Dinamem Tbilisi. Se 121 čistými konty v ligovém zápase se stal členem prestižního Klubu Lva Jašina. Jeho syn Zaza Urušadze se stal významným filmovým režisérem.